# Канель, Оскар
Оскар Канель (нем. Oskar Kanehl; 5 октября 1888, Берлин — 28 мая 1929, Берлин) — немецкий экспрессионист и поэт-коммунист, писатель и редактор.

## Жизнь
После окончания средней школы в 1908 году Канель изучал философию и немецкий язык в Университете Фридриха Вильгельма в Берлине. Его диссертация была отклонена в Вюрцбурге в 1911 году, из-за чего он затем поступил на германистику в Грайфсвальдский университет, где успешно защитил докторскую диссертацию в конце 1912 года. Его докторская диссертация под названием «Молодой Гёте в глазах молодой Германии» была опубликована в 1913 году.
После завершения учебы Канель переехал в близлежащую рыбацкую деревню Вик. С 1913 по 1914 год он опубликовал двенадцать номеров своего недолговечного журнала «Wiecker Bote». «Akademische Monatsschrift heraus», в котором появились важные тексты раннего экспрессионизма, в том числе Альберта Эренштейна, Макса Херрманна-Нейсе и Эльзы Ласкер-Шюлер, Рудольфа Леонхарда, Эрнста Вильгельма Лотца и Рихарда Эринга, а также тексты Канеля появились в журнале «Die Aktion».
В 1914 году Канель был призван на военную службу. Его антивоенные стихи появились в «Die Aktion» Франца Пфемферта во время Первой мировой войны и были одними из самых важных для своего времени. В 1922 году они были опубликованы в виде книги Aktions-Verlag. В 1918 году Канель стал членом Исполнительного совета рабочих и солдат в Берлине. В 1919 году в журнале «Die Erde» появилось шесть призывов к революции. После войны Канель временно был членом КПГ, затем КРПГ и с 1921 года AAUE и Спартакистского союза левых коммунистических организаций, просуществовавших недолго в 1926/27 годах .
В Веймарской Республике Канель, среди прочего, был режиссером на сценах Роттера в Берлине и до своей смерти был соучастником „Die Aktion“ Франца Пфемферта.
В 1929 году Канель покончил жизнь самоубийством, выпав из окна своей квартиры на Кантштрассе.  Надгробные речи произнесли Эрих Мюзам и Франц Пфемферт. Сохранилась его могила в Зюдвесткирххофе в Штансдорфе под Берлином.

## Работы
- Steh auf, Prolet! стихи. Prolet-Verlag, Эрфурт, 1920 г. (Переиздано: Der Malik Verlag, Берлин, 1922 г.)
- Die Schande. Стихи солдата-срочника сезона убийств 1914–1918 гг. Verlag der Aktion, Берлин, 1922 г. (Переиздано: BoD, Norderstedt, 2015 г.) (полный текст)
- Straße frei. стихи. Verlag des Spartakusbundes, Берлин, 1928 г. (переиздано: Тем не менее-Verlag, Ройтлинген, 1979 и 1981 гг.)
- Die Dinge Schreien. стихи. Издательство Wiecker Bote, Грайфсвальд/Берлин, 2015 г. (Издательство)
- Kein Mensch hat das Recht, für Ruhe und Ordnung zu sorgen. отредактировано и представлено Вольфгангом Хаугом. Verlag Edition AV, Lich 2016, ISBN 978-3-86841-146-1.
- Oskar Kanehl. Versenspur - Буклет для лирических чар, № 37, издание POESIE SCHMECKT GUT, изд. Том Рибе, Йена, 2019 г., 100 экз.

## Веб-ссылки
- Литература Оскара Канеля и о нем в каталоге Немецкой национальной библиотеки
- Портрет Людвига Мейднера
- Вестник Виккера
- Поэма: "Der Bürger" Оскара Канеля (ок. 1920 г.)
- Gedicht: "Der Prolet" von Oskar Kanehl (ca. 1920)